# De komst van Joachim Stiller (televisieserie)
De komst van Joachim Stiller is een televisieserie uit 1976 van de Vlaamse regisseur Harry Kümel. De hoofdrollen worden gespeeld door Hugo Metsers en Cox Habbema. De plot is gebaseerd op het gelijknamige boek uit 1960 van de Vlaamse auteur Hubert Lampo.

## Verhaal
Een Antwerpse journalist ziet zijn dagelijks leven in toenemende mate verstoord door onverklaarbare verschijnselen, zoals een authentieke brief uit 1919, die een gebeurtenis van veel latere datum vermeldt. Omdat deze verstoringen steeds met de naam 'Joachim Stiller' zijn verbonden, raakt de journalist erdoor geobsedeerd. De ontknoping, die veel te maken heeft met zijn traumatische ervaringen uit de Tweede Wereldoorlog, vindt plaats bij een psychiater – en later ook bij een verlaten spoorwegstation in een Antwerpse buitenwijk.
Hiermee verweven is de sub-plot van een Antwerpse kunsthandelaar, die met een nieuw soort schilderkunst rijk denkt te worden. Hij gijzelt hiertoe de zwakbegaafde kunstenaar. De camera volgt diverse liefdesverwikkelingen van en rondom de journalist, die eindigen in zijn gelukkige vaderschap.

## Vormgeving
Evenals Lampo's gelijknamige boek is 'De komst van Joachim Stiller' geënt op het magisch realisme, een kunststroming waarbij het dagelijks leven door het onverklaarbare wordt verstoord. Naarmate het verhaal vordert neemt de spanning toe. Kümels werk geeft een sfeerbeeld van het Antwerpen uit het midden van de jaren zeventig.

## Filmgeschiedenis
In de jaren zeventig was deze televisieserie een succes in Vlaanderen en in Nederland. In 2004 heeft het Koninklijk Filmarchief (van België) de filmband gerestaureerd en de televisiehoofdstukken als één film op DVD gezet. De DVD is uitgebracht in de serie 'Kroniek van de Vlaamse film 1955 - 1990'.